# Fodina fusca
Fodina fusca är en fjärilsart som beskrevs av Alfred Ernest Wileman 1914. Fodina fusca ingår i släktet Fodina och familjen nattflyn. Inga underarter finns listade i Catalogue of Life.